# Случај породице Бошковић (1. сезона)
Прва сезона телевизијске серије Случај породице Бошковић емитовала се од 18. новембра  до 25. децембра 2020 и састоји се од 50 епизода.

## Радња
Бошковићи су породица која живи у скромном изнајмљеном стану негде у Београду. Кроз мало успона и бескрајно много падова ове наизглед луде али у суштини сасвим нормалне породице (јер која је нормална?) упознајемо свакодневицу и личност ликова који су свуда око нас или можда баш ми, и који због своје неприлагођености најбоље функционишу баш када су заједно, у свом хаосу, пуном хармоније и љубави.

## Епизоде
| Бр. еп. (укупно) | Бр. еп. (у сезони) | Наслов                            | Редитељ                          | Сценариста                     | Премијера          |
| --- | ------------------ | --------------------------------- | -------------------------------- | ------------------------------ | ------------------ |
| 1 | 1                  | Случај матурске хаљине            | Иван Живковић и Рашко Миљковић   | Катарина Јанковић и Нина Џувер | 18. новембар 2020. |
| У кући Бошковића све је подређено Јованиној матури. Оља се по ко зна који пут усељава код сестре и уноси додатни хаос. |                    |                                   |                                  |                                |                    |
| 2 | 2                  | Студентски дани                   | Иван Живковић и Рашко Миљковић   | Катарина Јанковић и Нина Џувер | 18. новембар 2020. |
| Данијела среће друга с факултета, што је наводи да преиспита одлуку да напусти факултет пре 20 година. Код Бошковића долази гост, ручак не пролази како је планирано - поготово за Ољу.                                                |                    |                                   |                                  |                                |                    |
| 3 | 3                  | Панта и пита                      | Иван Живковић и Рашко Миљковић   | Катарина Јанковић и Нина Џувер | 19. новембар 2020. |
| Велибор се мучи да положи вожњу па Гаврило преузима ствар у своје руке. Оља жели да докаже Данијели да је одговорна особа. |                    |                                   |                                  |                                |                    |
| 4 | 4                  | Добар улов                        | Иван Живковић и Рашко Миљковић   | Катарина Јанковић и Нина Џувер | 19. новембар 2020. |
| Данијела покушава да се адаптира на студентски живот. Позива другарицу с факултета да заједно припреме испит, док Гаврило одводи децу на камповање.                                                                                    |                    |                                   |                                  |                                |                    |
| 5 | 5                  | Духови из прошлости               | Иван Живковић и Рашко Миљковић   | Катарина Јанковић и Нина Џувер | 23. новембар 2020. |
| Данијела и Гаврило се спремају за одлазак прославе двадесет година матуре. Јована и Оља кују тајни план и уплићу и Велибора у своју "мрачну тајну".                                                                                    |                    |                                   |                                  |                                |                    |
| 6 | 6                  | Комшиница Цеца                    | Иван Живковић и Рашко Миљковић   | Катарина Јанковић и Нина Џувер | 23. новембар 2020. |
| Мирно јутро у животима Бошковића мења посета нове комшинице у невољи. |                    |                                   |                                  |                                |                    |
| 7 | 7                  | Aj eм ектор                       | Иван Живковић и Рашко Миљковић   | Катарина Јанковић и Нина Џувер | 24. новембар 2020. |
| Гаврило и Данијела добијају карте за премијеру филма Гавриловог најљућег ривала. Оља долази са проблемом, који Јована одлучно покушава да огонетне.                                                                                    |                    |                                   |                                  |                                |                    |
| 8 | 8                  | Кум није дугме                    | Иван Живковић и Рашко Миљковић   | Катарина Јанковић и Нина Џувер | 24. новембар 2020. |
| Велибор прави план како да остави утисак на Машиној журци. У посету Бошковићима стиже кум Бошко. |                    |                                   |                                  |                                |                    |
| 9 | 9                  | Гаврило у крупном кадру           | Иван Живковић и Рашко Миљковић   | Катарина Јанковић и Нина Џувер | 25. новембар 2020. |
| На изненађење свих - Јована се спрема за први дејт, док Гаврило све подређује крупном кадру који сутра снима. |                    |                                   |                                  |                                |                    |
| 10 | 10                 | Мала гарава                       | Иван Живковић и Рашко Миљковић   | Катарина Јанковић и Нина Џувер | 25. новембар 2020. |
| Гаврило се спрема за кумову свадбу за коју пише генијалан говор, само не може да се сети где га је оставио. |                    |                                   |                                  |                                |                    |
| 11 | 11                 | Милионери                         | Иван Живковић и Рашко Миљковић   | Катарина Јанковић и Нина Џувер | 27. новембар 2020. |
| Након очајања јер се кум Бошко практично уселио код Бошковића Данијела и Гаврило увиђају могућност да им Бошко препише све што има. |                    |                                   |                                  |                                |                    |
| 12 | 12                 | Жени нам се Велибор               | Иван Живковић и Рашко Миљковић   | Катарина Јанковић и Нина Џувер | 27. новембар 2020. |
| Велибор се враћа с мора са изненађењем за све - новом девојком Евом. Породица смишља начине како да се привикне на Велиборове нове животне планове, као и да га одговоре од истих.                                                     |                    |                                   |                                  |                                |                    |
| 13 | 13                 | Непријатељ                        | Рашко Миљковић                   | Катарина Јанковић и Нина Џувер | 30. новембар 2020. |
| Данијела тежи да поправи однос са Велибором. Пријатељску помоћ јој пружа Микси. Гаврило има кастинг, Јована пристаје да га припреми али на не тако традиционалан начин.                                                                |                    |                                   |                                  |                                |                    |
| 14 | 14                 | Хо(Х)Штаплерка                    | Рашко Миљковић                   | Катарина Јанковић и Нина Џувер | 30. новембар 2020. |
| Бошковићи добијају цимерку - Данијелину другарицу Микси, која Гаврила доводи до лудила. Јована има проблем са фановима свог Влог канала, Микси јој нуди савет.                                                                         |                    |                                   |                                  |                                |                    |
| 15 | 15                 | Другарице                         | Рашко Миљковић и Иван Стефановић | Катарина Јанковић и Нина Џувер | 1. децембар 2020.  |
| Микси је направила пометњу Бошковићима - поготово када је Јована у питању. Гаврило и Данијела смишљају како да је се отарасе пре него што Јована потпуно западне под њен утицај.                                                       |                    |                                   |                                  |                                |                    |
| 16 | 16                 | Време лечи све 'ал телефон не     | Иван Стефановић                  | Катарина Јанковић и Нина Џувер | 1. новембар 2020.  |
| Велибор се вратио и Данијела позива у помоћ Ољу - екперта за раскиде. Гуливер одлучује да прода ствар која има емотивну вредност за Гаврила, али наравно кришом...                                                                     |                    |                                   |                                  |                                |                    |
| 17 | 17                 | Класић мој                        | Иван Стефановић                  | Катарина Јанковић и Нина Џувер | 2. децембар 2020.  |
| Данијела има пуне руке посла након неочекиване посете Гавриловог класића. |                    |                                   |                                  |                                |                    |
| 18 | 18                 | Чика Дуле                         | Иван Стефановић                  | Катарина Јанковић и Нина Џувер | 2. децембар 2020.  |
| Гаврилов велики план за дан је изненада промењен посетом Лолиног пријатеља из младости - чика Дулета. |                    |                                   |                                  |                                |                    |
| 19 | 19                 | Гаврило Бојковић                  | Иван Стефановић                  | Катарина Јанковић и Нина Џувер | 4. децембар 2020.  |
| Данијелу контактирају родитељи са којима је успешно на дистанци већ дуги низ година. У плану да их избегне је поремети Оља. |                    |                                   |                                  |                                |                    |
| 20 | 20                 | Перформанс је у току              | Иван Стефановић                  | Катарина Јанковић и Нина Џувер | 4. децембар 2020.  |
| Док између Данијеле и њених родитеља, Данке и Микија, тензије расту - Јована и Велибор желе да надокнаде изгубљено време са баком и деком. Наравно, у свом интересу.                                                                   |                    |                                   |                                  |                                |                    |
| 21 | 21                 | Избори                            | Иван Стефановић                  | Катарина Јанковић и Нина Џувер | 7. децембар 2020.  |
| У згради се одржавају избори за новог председника кућног савета и Гуливер очекује рутинску победу. Али опасност вреба тамо где се најмање нада.                                                                                        |                    |                                   |                                  |                                |                    |
| 22 | 22                 | Панта живи                        | Иван Стефановић                  | Катарина Јанковић и Нина Џувер | 7. децембар 2020.  |
| Данијела је ван себе од среће јер Јована иде на семинар у Петницу, а Гаврило добија понуду за наставак филма "Пантина дружина". |                    |                                   |                                  |                                |                    |
| 23 | 23                 | Проклета је Америка               | Иван Стефановић                  | Катарина Јанковић и Нина Џувер | 8. децембар 2020.  |
| У дом Бошковића долази Микси и открива да јој је за петама извесни Живорад. Велибор се мучи да одгонетне тајно место Јованине уштеђевине.                                                                                              |                    |                                   |                                  |                                |                    |
| 24 | 24                 | Где гори                          | Иван Стефановић                  | Катарина Јанковић и Нина Џувер | 8. децембар 2020.  |
| Данијела и Гаврило откривају чари модерне технологије али њиховој деци је то последња ствар која им треба. |                    |                                   |                                  |                                |                    |
| 25 | 25                 | Лола, о Лола                      | Иван Стефановић                  | Катарина Јанковић и Нина Џувер | 9. децембар 2020.  |
| Након повреде, Лола се усељава код Бошковића где, наравно, на Данијелу спада брига о њој. Јована и Велибор су приморани да поново деле собу.                                                                                           |                    |                                   |                                  |                                |                    |
| 26 | 26                 | Данијелин први рођендан           | Иван Стефановић                  | Катарина Јанковић и Нина Џувер | 9. децембар 2020.  |
| Гаврило спрема журку изненађења за Данијелин рођендан. Све иде по плану док у помоћ не притекну Микси и Оља. |                    |                                   |                                  |                                |                    |
| 27 | 27                 | Вечити дерби                      | Иван Стефановић                  | Катарина Јанковић и Нина Џувер | 10. децембар 2020. |
| Гаврило се плаши да његов и Велиборов однос није довољно добар. Данијела схвата да само она није позвана на журку колегинице са факултета.                                                                                             |                    |                                   |                                  |                                |                    |
| 28 | 28                 | Пантин стварни живот              | Иван Стефановић                  | Катарина Јанковић и Нина Џувер | 10. децембар 2020. |
| Гаврило добија понуду да напише мемоаре и упошљава Јовану и Велибора као помоћнике, због чега они сазнају необичне детаље из Гавриловог живота.                                                                                        |                    |                                   |                                  |                                |                    |
| 29 | 29                 | Вимблдон је наш                   | Иван Стефановић                  | Катарина Јанковић и Нина Џувер | 11. децембар 2020. |
| У oвој епизоди, откривамо колико далеко су Бошковићи спремни да оду да би Новак однео још једну победу? |                    |                                   |                                  |                                |                    |
| 30 | 30                 | Зубобоља                          | Иван Стефановић                  | Катарина Јанковић и Нина Џувер | 11. децембар 2020. |
| Данијела има важан испит и дан проводи на факултету, што Гаврило максимално узурпира јер га је задесио болан проблем - зубобоља. |                    |                                   |                                  |                                |                    |
| 31 | 31                 | Гаврило Маказоруки                | Иван Стефановић                  | Катарина Јанковић и Нина Џувер | 14. децембар 2020. |
| Гаврило је одлучан да сам проведе дан са децом без иједног инцидента. Јована одлучује да експериментише са косом, што Гаврилу квари план.                                                                                              |                    |                                   |                                  |                                |                    |
| 32 | 32                 | Није лако бити Данијела           | Иван Стефановић                  | Катарина Јанковић и Нина Џувер | 14. децембар 2020. |
| Бошковићима долази кућна помоћница Рада. Данијела је неповељива према Ради, а Гаврило се спрема за српску верзију филма Супермен. |                    |                                   |                                  |                                |                    |
| 33 | 33                 | Имаћемо бебу!                     | Иван Стефановић                  | Катарина Јанковић и Нина Џувер | 15. децембар 2020. |
| Оља инсистира да дан проведе са Данијелом, испитујући је необична питања на тему мајчинства. Јована и Велибор долазе до закључка да је њихова мама трудна.                                                                             |                    |                                   |                                  |                                |                    |
| 34 | 34                 | Још један прође дан               | Иван Стефановић                  | Катарина Јанковић и Нина Џувер | 15. децембар 2020. |
| Гаврило се спрема за дугоочекивани маратон "Позоришта у кући" али онда долази Лола избезумљена јер је прати непознати човек. |                    |                                   |                                  |                                |                    |
| 35 | 35                 | Дан за варање                     | Иван Стефановић                  | Катарина Јанковић и Нина Џувер | 16. децембар 2020. |
| У духу припрема за Ољину и Огијеву свадбу, Данијела започиње дијету код Мице - нутриционисткиње. Велибору прети недовољна оцена из математике па родитељи прискачу у помоћ.                                                            |                    |                                   |                                  |                                |                    |
| 36 | 36                 | Авиону сломићу ти крила           | Иван Стефановић                  | Катарина Јанковић и Нина Џувер | 16. децембар 2020. |
| Гаврило с пута доводи не тако пријатног госта изненађења за Данијелу - Цецу. Док Данијела и Гаврило смишљају како да је се реше, Велибор је бескрајно одушевљен новим познанством.                                                     |                    |                                   |                                  |                                |                    |
| 37 | 37                 | Дан Д                             | Иван Стефановић и Иван Буквић    | Катарина Јанковић и Нина Џувер | 17. децембар 2020. |
| Данијела је све подредила организацији Ољине и Огијеве свадбе. Једини проблем је што Данка има потпуно другачије мишљење о томе. |                    |                                   |                                  |                                |                    |
| 38 | 38                 | Кључеви успеха                    | Иван Стефановић и Иван Буквић    | Катарина Јанковић и Нина Џувер | 17. децембар 2020. |
| Велибор и Јована воде љуту борбу око кићења на Ољиној и Огијевој свадби, а Гаврило са спремањем нове улоге. |                    |                                   |                                  |                                |                    |
| 39 | 39                 | Савршено просечни                 | Иван Стефановић и Иван Буквић    | Катарина Јанковић и Нина Џувер | 18. децембар 2020. |
| Данијела у госте позива Гоцу, њену и Гаврилову (не)пријатељицу из гимназије, и њеног мужа - новинара. Јована има најважнији дан у својој влогерској каријери.                                                                          |                    |                                   |                                  |                                |                    |
| 40 | 40                 | Ружичасти парадајз                | Иван Стефановић и Иван Буквић    | Катарина Јанковић и Нина Џувер | 18. децембар 2020. |
| Јованино интересовање да има рок бенд, доводи Гаврила и Данијелу у ситуацију да разоткрију своје музичке таленте. Велибор има озбиљну дилему - истетовирати се или не, питање је сад.                                                  |                    |                                   |                                  |                                |                    |
| 41 | 41                 | Клуб 6 звездица                   | Иван Стефановић и Иван Буквић    | Катарина Јанковић и Нина Џувер | 21. децембар 2020. |
| Када се на вратима појави Шарло, ништа више неће бити исто за Данијелу. Јована не зна како да избегне одлазак на концерт певача кога не подноси и једини спас јој је Велибор.                                                          |                    |                                   |                                  |                                |                    |
| 42 | 42                 | Момачко вече                      | Иван Стефановић и Иван Буквић    | Катарина Јанковић и Нина Џувер | 21. децембар 2020. |
| Гаврило је осмислио изненађење за Огијево момачко вече. Данијела покушава да учи за колоквијум, а Оља пати јер сумња у Гаврилове намере.                                                                                               |                    |                                   |                                  |                                |                    |
| 43 | 43                 | Живели младенци                   | Иван Стефановић и Иван Буквић    | Катарина Јанковић и Нина Џувер | 22. децембар 2020. |
| У овој епизоди стиже дан Ољиног и Огијевог венчања и наравно - нешто мора поћи наопако. Срећом Бошковићи су ту да помогну да се сви проблем реше, као и да их направе још већим.                                                       |                    |                                   |                                  |                                |                    |
| 44 | 44                 | Женске муке                       | Иван Стефановић и Иван Буквић    | Катарина Јанковић и Нина Џувер | 22. децембар 2020. |
| Јована је по први пут попустила у школи и Данијела се баца у истрагу за узроком. Гаврило добија улогу у представи "Отело", али не ону којој се надао.                                                                                  |                    |                                   |                                  |                                |                    |
| 45 | 45                 | Друштво сломљених срца            | Иван Стефановић и Иван Буквић    | Катарина Јанковић и Нина Џувер | 23. децембар 2020. |
| Јована и Велибор се кладе да он ћути цео дан. Велибор пристаје, јер то значи да ће купити нове патике али ствари се компликују када кум Бошко најави посету.                                                                           |                    |                                   |                                  |                                |                    |
| 46 | 46                 | Поштени налазач                   | Иван Стефановић и Иван Буквић    | Катарина Јанковић и Нина Џувер | 23. децембар 2020. |
| Јована и Велибор су очарани бака Ленкиним сладоледом што Данијела схвата као лични пораз. Гаврило је пронашао новчаник на улици и решен је да га врати власнику.                                                                       |                    |                                   |                                  |                                |                    |
| 47 | 47                 | Плутајућа кика и грмећи кукуруз   | Иван Стефановић и Иван Буквић    | Катарина Јанковић и Нина Џувер | 24. децембар 2020. |
| Када деца оду са Данком и Микијем на планинарење, нико није срећнији од Данијеле и Гаврила јер ће најзад имати време само за њих. Међутим, планови им пропадну и викенд проводе све само не сами.                                      |                    |                                   |                                  |                                |                    |
| 48 | 48                 | Маратонска битка                  | Иван Стефановић и Иван Буквић    | Катарина Јанковић и Нина Џувер | 24. децембар 2020. |
| Данијела и Гаврило упадају у меланхолију свако из својих разлога, док се Велибор спрема за маратон и увлачи читаву породицу у то. |                    |                                   |                                  |                                |                    |
| 49 | 49                 | Данијелин животни испит           | Иван Стефановић и Иван Буквић    | Катарина Јанковић и Нина Џувер | 25. децембар 2020. |
| Данијела на све начине покушава да пролонгира одлазак на свој последњи испит због страха од неуспеха. Гаврило има кастинг за рекламу за млеко, а Микси ускаче као његова партнерка.                                                    |                    |                                   |                                  |                                |                    |
| 50 | 50                 | Љубавни троугао...или два         | Иван Стефановић и Иван Буквић    | Катарина Јанковић и Нина Џувер | 25. децембар 2020. |
| Данијела и Гаврило одлазе у спа центар, где срећу Микси. Велибор планира како да се проведе у празном стану, само још да се одлучи да ли ће му друштво правити Тања или Сања.                                                          |                    |                                   |                                  |                                |                    |
| 51 | 51                 | Љубавни троугао ... или два       | Иван Стефановић и Иван Буквић    | Катарина Јанковић и Нина Џувер | 29. јун 2021.      |
| Данијела и Гаврило одлазе у спа центар, где срећу Микси. Велибор планира како да се проведе у празном стану, само још да се одлучи да ли ће му друштво правити Тања или Сања.                                                          |                    |                                   |                                  |                                |                    |
| 52 | 52                 | Штипаљка за спас                  | Иван Стефановић и Иван Буквић    | Катарина Јанковић и Нина Џувер | 29. јун 2021.      |
| Данијела ноћима не може да спава и одлучи да је време да Гаврила суочи са проблемом који имају. Јовани је доста да све сазнаје последња, док се Гуливер бори са чињеницом да зграда има нову поштарку- Живку.                          |                    |                                   |                                  |                                |                    |
| 53 | 53                 | И од змије има гора змија         | Иван Стефановић и Иван Буквић    | Катарина Јанковић и Нина Џувер | 30. јун 2021.      |
| Данка и Мики долазе код Бошковића након протеста у Зоо врту, али Данијела убрзо сазнаје да то није крај изненађењима. Гаврило сарађује са Милошем Биковићем, што Јовану не оставља равнодушном.                                        |                    |                                   |                                  |                                |                    |
| 54 | 54                 | Пионири малени                    | Иван Стефановић и Иван Буквић    | Катарина Јанковић и Нина Џувер | 30. јун 2021.      |
| Лола је разочарана када схвати колико њени унуци не знају о Титу. Данијела уводи необичан метод штедње, а Гаврило одлучује да се супротстави свом продуценту и захтева оно што мисли да му припада.                                    |                    |                                   |                                  |                                |                    |
| 55 | 55                 | Особа Ц                           | Иван Стефановић и Иван Буквић    | Катарина Јанковић и Нина Џувер | 1. јул 2021.       |
| У зграду се уселио мистериозни комшија који реновира стан. Гаврило се прилагођава животу "обичног човека" а Данијела учи да буде Ољина "дула".                                                                                         |                    |                                   |                                  |                                |                    |
| 56 | 56                 | Људи без скрупула                 | Иван Стефановић и Иван Буквић    | Катарина Јанковић и Нина Џувер | 1. јул 2021.       |
| Бошковићи никако не подносе свог новог комшију - Марковића, али ту је Гуливер да умеша прсте и смисли како да му приреде "хорор" добродошлицу.                                                                                         |                    |                                   |                                  |                                |                    |
| 57 | 57                 | Добитна комбинација               | Иван Стефановић и Иван Буквић    | Катарина Јанковић и Нина Џувер | 5. јул 2021.       |
| Данијела тражи начине да скрпе крај с крајем до краја месеца. Гаврило се спрема за генералну пробу своје монодраме а Лола се спрема да традиционално уплати Лото.                                                                      |                    |                                   |                                  |                                |                    |
| 58 | 58                 | Воја Латино                       | Иван Стефановић и Иван Буквић    | Катарина Јанковић и Нина Џувер | 5. јул 2021.       |
| Данијела се одлучила за онлајн продају непотребних ствари, Јована добија прво спонзорство за свој влог а Гаврило се нада сарадњи са продуцентом Војом Латином.                                                                         |                    |                                   |                                  |                                |                    |
| 59 | 59                 | Пријемни испит                    | Иван Стефановић и Иван Буквић    | Катарина Јанковић и Нина Џувер | 6. јул 2021.       |
| Марко има важне вести за Јовану. Данијела је већ почела да слави Велиборов упис на факултет иако резултати нису стигли. Гаврило обнавља контакт са Рудолфом, сниматељем "Пантине дружине".                                             |                    |                                   |                                  |                                |                    |
| 60 | 60                 | Не иде гас                        | Иван Стефановић и Иван Буквић    | Катарина Јанковић и Нина Џувер | 6. јул 2021.       |
| Јована подучава Гаврила жанровским изразима своје генерације, а Оља се први пут одваја од бебе и оставља малог Фелиxа са Данијелом. Међутим, Фелиx није обична беба, па се не да успавати на обичан начин.                             |                    |                                   |                                  |                                |                    |
| 61 | 61                 | Зашто питу баба?                  | Иван Стефановић и Иван Буквић    | Катарина Јанковић и Нина Џувер | 7. јул 2021.       |
| Данијела открива Гуливеру њену лековиту помаду, Гаврило проживљава агонију неколико дана пред премијеру његовог стенд-апа а Јована упорно уверава себе да је добро.                                                                    |                    |                                   |                                  |                                |                    |
| 62 | 62                 | Сузе и смех једног глумца         | Иван Стефановић и Иван Буквић    | Катарина Јанковић и Нина Џувер | 7. јул 2021.       |
| На вече своје премијере Гаврило је изненађујуће смирен. Данијела је смислила идеалну одевну комбинацију и не планира да одустане од ње, а Оља долази са Феликсом у потрази за миром.                                                   |                    |                                   |                                  |                                |                    |
| 63 | 63                 | Вруће столице                     | Иван Стефановић и Иван Буквић    | Катарина Јанковић и Нина Џувер | 8. јул 2021.       |
| Гаврило добија позив да га интервјуише чувена новинарка Милица Столица. Да ли ће његово одушевљење потрајати након што се цела породица нађе на врућим столицама због (не) пријатних питања?                                           |                    |                                   |                                  |                                |                    |
| 64 | 64                 | Хипохондар је увек у праву        | Иван Стефановић и Иван Буквић    | Катарина Јанковић и Нина Џувер | 8. јул 2021.       |
| Данијела покушава да се реши напорне муштерије. Гаврило планира да је изненади и сам среди пукотину на зиду. Оги је у сукобу са Ољиним васпитним методама.                                                                             |                    |                                   |                                  |                                |                    |
| 65 | 65                 | Срећна слава Бошковићи            | Иван Стефановић и Иван Буквић    | Катарина Јанковић и Нина Џувер | 9. јул 2021.       |
| Након 20 неславно завршених слава - Данијела одлучује да Бошковићи ову проводе у најужем кругу породице, без гостију. Међутим, с њеном одлуком се нико не слаже - а нарочито не ташта и сверква.                                       |                    |                                   |                                  |                                |                    |
| 66 | 66                 | 19 година љубави и хаоса          | Иван Стефановић и Иван Буквић    | Катарина Јанковић и Нина Џувер | 9. јул 2021.       |
| Док Гаврило покушава да дозна због чега је Данијела цео дан бесна на њега, Велибор пати од лудачког свраба за који Јована сматра да је последица вашки.                                                                                |                    |                                   |                                  |                                |                    |
| 67 | 67                 | Наследник                         | Иван Стефановић и Иван Буквић    | Катарина Јанковић и Нина Џувер | 12. јул 2021.      |
| Kада у Лолин живот ушета мистериозни мушкарац, Гаврило у њему види потенцијалног очуха а Гуливер опасност. |                    |                                   |                                  |                                |                    |
| 68 | 68                 | Доброћудни меда                   | Иван Стефановић и Иван Буквић    | Катарина Јанковић и Нина Џувер | 12. јул 2021.      |
| Јована крије кућног љубимца од Гуливера. Гаврило се спрема за мало другачију аудицију а Данијела покушава да склопи пријатељство са новом колегиницом у апотеци.                                                                       |                    |                                   |                                  |                                |                    |
| 69 | 69                 | Слатко помирење                   | Иван Стефановић и Иван Буквић    | Катарина Јанковић и Нина Џувер | 13. јул 2021.      |
| Данијелина тетка Анка долази у госте и Данијела има тајни план за велико помирење ње и њене маме Данке. Велибор и Гаврило на пецању налећу на непожељно друштво.                                                                       |                    |                                   |                                  |                                |                    |
| 70 | 70                 | Конзул и дебатник                 | Иван Стефановић и Иван Буквић    | Катарина Јанковић и Нина Џувер | 13. јул 2021.      |
| Док Јована прави психолошку анализу своје породице Велибор се тајно претвара да је студент права да би импресионирао девојку, што Данијелу и Гаврила у ребус шта ли је узрок његовом необичном понашању.                               |                    |                                   |                                  |                                |                    |
| 71 | 71                 | Грнчарска блокада                 | Иван Стефановић и Иван Буквић    | Катарина Јанковић и Нина Џувер | 14. јул 2021.      |
| Данијела ужива у часовима грнчарства све док се Гуливер не умеша. Гаврило покушава да организује француску турнеју свог стендапа, док Јована покушава да одржи везу на даљину са Марком.                                               |                    |                                   |                                  |                                |                    |
| 72 | 72                 | Ангус, Лео и раскидање с плакањем | Иван Стефановић и Иван Буквић    | Катарина Јанковић и Нина Џувер | 14. јул 2021.      |
| Гаврило се сусреће са највећом ноћном мором сваког оца - првим раскидом своје мезимице Јоване. Микси долази код Велибора са проблемом који он никако не разуме.                                                                        |                    |                                   |                                  |                                |                    |
| 73 | 73                 | Аустралија, земља враголија       | Иван Стефановић и Иван Буквић    | Катарина Јанковић и Нина Џувер | 15. јул 2021.      |
| Гаврило се спрема за одлазак на турнеју по Аустралији, што се испрва чини да Данијела стоички подноси све док не сазна да ће тамо ипак имати друштво. Велибору се буди идеја да су он и Микси створени једно за друго.                 |                    |                                   |                                  |                                |                    |
| 74 | 74                 | Шифра водокотлић                  | Иван Стефановић и Иван Буквић    | Катарина Јанковић и Нина Џувер | 15. јул 2021.      |
| Данијела је на ивици нервног слома, због чега деца позивају у помоћ Данку и Микија да реше проблем. Као и увек, они у покушају да помогну, проблем учине још већим.                                                                    |                    |                                   |                                  |                                |                    |
| 75 | 75                 | Мој рођак из Бачког села          | Иван Стефановић и Иван Буквић    | Катарина Јанковић и Нина Џувер | 16. јул 2021.      |
| Гаврило се враћа из Аустралије са гостом изненађења - чувеним рођаком Стевицом. Велибор се уплиће у чудан љубавни троугао, углавном последицом своје бујне маште.                                                                      |                    |                                   |                                  |                                |                    |
| 76 | 76                 | Рањени Гавра                      | Иван Стефановић и Иван Буквић    | Катарина Јанковић и Нина Џувер | 16. јул 2021.      |
| Данијела не може да се навикне на сувенир који је Гаврило донео из Аустралије. Гуливер тражи начин да погледа своју омиљену серију, а Јована и Велибор играју нову игру око чијег имена не могу да се сложе.                           |                    |                                   |                                  |                                |                    |
| 77 | 77                 | Jапански пецароши                 | Иван Стефановић и Иван Буквић    | Катарина Јанковић и Нина Џувер | 19. јул 2021.      |
| Након што сломи огледало Гаврила почиње да прати несрећа. Гуливер је сигуран да је Данијела кривац за нестанак његових фигурица, а Оља тешко подноси слободно поподне без детета.                                                      |                    |                                   |                                  |                                |                    |
| 78 | 78                 | Игра престола                     | Иван Стефановић и Иван Буквић    | Катарина Јанковић и Нина Џувер | 19. јул 2021.      |
| Када у стан упадне комшија Жмирић са идејом да руши Гуливера са власти, на Гаврилу је да то спречи јер зна да ће он испаштати више од свих. Јована закопава стару ратну секиру са Мајом Жмирић... на кратко.                           |                    |                                   |                                  |                                |                    |
| 79 | 79                 | Квака породице Бошковић           | Иван Стефановић и Иван Буквић    | Катарина Јанковић и Нина Џувер | 20. јул 2021.      |
| Сви планови пропадају када брава заскочи на улазним вратима. Данијела је на ивици живаца, Гаврило је гладан, Велибор очајан што неће упознати девојку свог живота, а Јована не може да сними Јутјуб изазов.                            |                    |                                   |                                  |                                |                    |
| 80 | 80                 | Златни Џивџан                     | Иван Стефановић и Иван Буквић    | Катарина Јанковић и Нина Џувер | 20. јул 2021.      |
| Јовани су хитно потребне паре да би се излечила од пубертета, Данијела добија необично писмо, а Гаврило наслућује да је номинован за глумачку награду "Златни Џивџан".                                                                 |                    |                                   |                                  |                                |                    |
| 81 | 81                 | Мото губитника                    | Иван Стефановић и Иван Буквић    | Катарина Јанковић и Нина Џувер | 22. јул 2021.      |
| Данијела и Гаврило организују вече друштвених игара са Ољом и Огијем. Међутим, све се мења када дођу непозвани гости Данка и Мики. Оља сумња да Оги нешто крије од ње.                                                                 |                    |                                   |                                  |                                |                    |
| 82 | 82                 | Чивилук раздора                   | Иван Стефановић и Иван Буквић    | Катарина Јанковић и Нина Џувер | 22. јул 2021.      |
| Данијела је очајна када Гаврило донесе чивилук у њихову дневну собу и инсистира да од њега створи нови ормар. Велибор се радује првом дану на новом послу, а Оља има визију која ће променити све.                                     |                    |                                   |                                  |                                |                    |
| 83 | 83                 | Веселе осамдесете                 | Иван Стефановић и Иван Буквић    | Катарина Јанковић и Нина Џувер | 23. јул 2021.      |
| Данка и Мики су гости на Јованином каналу, где случајно одају велику тајну коју чувају већ 40 година. Велибор се заљубљује у ћерку Гавриловог шефа.                                                                                    |                    |                                   |                                  |                                |                    |
| 84 | 84                 | Случај породице Бошковић          | Иван Стефановић и Иван Буквић    | Катарина Јанковић и Нина Џувер | 23. јул 2021.      |
| Гуливер жели да потпише уговор о вечном подстанарству са Бошковићима, док се Велибору дешава велика промена у односу са Машом. Нема краја изненадјењима када Данијели стигну вести које ће променити живот читаве породице Бошковић... |                    |                                   |                                  |                                |                    |